# Victor Hugo Ramos de Souza
Victor Hugo Ramos de Souza (Bela Vista do Paraíso, 20 maggio 2004) è un calciatore brasiliano, centrocampista della Fluminense in prestito dal FC Cascavel.

## Carriera
Victor Hugo è cresciuto nel settore giovanile del Londrina ed ha debuttato in prima squadra il 5 novembre 2022 nell'incontro di Série B perso 2-1 contro il Sampaio Corrêa. Ha segnato il suo primo gol il 2 febbraio 2023 contro il Rio Branco-PR nel Campionato Paranaense.
Nell'aprile del 2024 è stato ceduto al FC Cascavel, ma dopo pochi mesi è passato in prestito alla Fluminense.

## Statistiche

### Presenze e reti nei club
Statistiche aggiornate al 27 ottobre 2024.
| Stagione        | Squadra         | Campionato      | Campionato | Campionato | Coppe nazionali | Coppe nazionali | Coppe nazionali | Coppe continentali | Coppe continentali | Coppe continentali | Altre coppe | Altre coppe | Altre coppe | Totale | Totale | Totale |
| Stagione        | Squadra         | Comp            | Pres       | Reti       | Comp            | Pres            | Reti            | Comp               | Pres               | Reti               | Comp        | Pres        | Reti        | Pres   | Reti   |        |
| --------------- | --------------- | --------------- | ---------- | ---------- | --------------- | --------------- | --------------- | ------------------ | ------------------ | ------------------ | ----------- | ----------- | ----------- | ------ | ------ | ------ |
| 2022            | Londrina        | A1/PR+B         | 0+1        | 0          | CB              | 0               | 0               | -                  | -                  | -                  | -           | -           | -           | 1      | 0      |        |
| 2023            | Londrina        | A1/PR+B         | 8+10       | 1+0        | CB              | 0               | 0               | -                  | -                  | -                  | -           | -           | -           | 18     | 1      |        |
| 2024            | Londrina        | A1/PR           | 10         | 1          | -               | -               | -               | -                  | -                  | -                  | -           | -           | -           | 10     | 1      |        |
| 2024            | FC Cascavel     | D               | 10         | 0          | CB              | 0               | 0               | -                  | -                  | -                  | -           | -           | -           | 10     | 0      |        |
| 2024            | Fluminense      | A               | 5          | 0          | CB              | 0               | 0               | CL                 | 0                  | 0                  |             | -           | -           | 5      | 0      |        |
| Totale carriera | Totale carriera | Totale carriera | 44         | 2          |                 | 0               | 0               |                    | 0                  | 0                  |             | -           | -           | 44     | 2      |        |